# ナノ好塩古細菌
ナノ好塩古細菌（Nanohaloarchaea、Nanohaloarchaeota）は、高濃度の塩環境に分布する古細菌の1系統である。独立の門とする説と、ユーリ古細菌門の1綱とする説の二つがあるが、DPANN群の独立門とする説が強くなってきている。高度好塩菌と共に世界中の塩湖、塩田などに分布する。
生息環境は高度好塩菌に似るが、この系統には入らず独立した系統を形成する。"Ca. Nanosalina sp." J07AB43、"Ca. Nanosalinarum sp." J07AB56は全ゲノムが解読されている。ゲノムサイズは1.2Mbp程、細胞サイズもおおむね0.6μmほどで、何れも非常に小さい。